# Side-BN
『Side-BN』（サイド・ビィエヌ）とは、バンダイナムコエンターテインメントが月刊で発行しているフリーペーパー（フリーマガジン）。同社の新作ゲームの紹介記事を主に掲載している。発行はバンダイナムコエンターテインメント、制作はKADOKAWA及びアスキー・メディアワークス（ブランドカンパニー）。

## 変遷
バンダイのゲーム情報誌『Side-B』として2005年7月に創刊。2006年3月の
ナムコへのバンダイの家庭用ゲーム事業部門の譲渡によるNBGIの成立に伴いVol.10（2006年5月号）から誌名を『Side-B・N』と改称（それに伴い旧ナムコの情報誌『ノワーズ』も同じく『ビィ・ノワーズ』に改名した（現在は休刊））。Vol.34（2008年5月号）より誌名を中点の無い『Side-BN』とする。
創刊号であるVol.1の表紙を飾ったのは『ガンダムトゥルーオデッセイ 〜失われしGの伝説〜』。Side-B・Nとして最初のVol.10の表紙を飾ったのは『新世紀エヴァンゲリオン2 造られしセカイ -another cases-』であった。

## 連載

### ゲーム関連
B・Nインタビュー
Vol.23より続く、最新ゲームに関係する人物（大抵は出演声優）へのインタビューコーナー。

アイ・ラブ・テイルズ オブ
旧バンダイナムコゲームスの看板RPG『テイルズ オブ シリーズ』の情報や読者からのイラストを掲載するミニコーナー。新作発売直前にはページを大幅に拡充する場合もある。
※以下の記述は現在終了した企画・コーナー。
THE MAGAZINE OF GAME ray=out
『交響詩篇エウレカセブン』に関するゲーム、グッズを紹介するコーナー。小冊子としてついてきたのはVol.7までだが、その後もVol.11までこの名を冠するコーナーは続いた。
バンプレスト・タイムス Side-BP
バンダイナムコエンターテインメントの子会社であったバンプレストの新作ゲームを特集するコーナー。Vol.24からVol.33にかけて連載され、バンプレストが2008年4月に吸収合併された後はバンプレストレーベルのゲームソフトも他のバンダイレーベルやナムコレーベルのゲームソフトと同様に一般の記事内で紹介されるようになった。

### 漫画作品
ガガーブトリロジー海の檻歌 EPISODE EX From Eyes of Una（Vol.5 - Vol.7）
作画：竹山祐右
ゼーガペイン XOR（Vol.10 - Vol.18）
作画：せたのりやす
アイドルマスター -Your Mess@ge-（Vol.21 - Vol.22）
作画：草壁レイ
トラスティベル 〜ショパンの夢〜（Vol.27 - Vol.36）
作画：黒井みめい
パンダさん日記（Vol.37 - Vol.38）
作画：吉田世
テイルズ オブ ザ ワールド レディアント マイソロジー2（Vol.39 - Vol.50）
作画：尾張行
GOD EATER -the spiral fate-（Vol.51 - Vol.65）
作画：斉藤ロクロ
魔人と失われた王国（Vol.67 - Vol.70、第5話以降は『Side-BN』コミックwebにて連載）
作画：うず
ココロノココロン（Vol.72 - Vol.74）
作画：うず
ヴァイスシュヴァルツ ポータブル 運命のカード（Vol.76 - Vol.83）
作画：海産物

### ホビー関連
ホビーの蔵
ガンプラから新作トイを紹介するコーナー。コーナーの大半を「イチ押し! 川口名人&風見彩のガンプラ超お手軽製作話」が占める。Vol.1 の創刊時より連載が始まりその後「ホビーの蔵改」と改名しつつもコーナーは続いたがVol.37をもって終了した。
MIA!!ハイディメンション
モビルスーツ・イン・アクションをカッコよくするテクニックを空山竜司が伝授するコーナー。Vol.12からVol.24にわたり連載された。